# Етна Естејтс (Колорадо)
Етна Естејтс (енгл. Aetna Estates) насељено је место без административног статуса у америчкој савезној држави Колорадо.

## Демографија
По попису из 2010. године број становника је 834.
| Група             | 2000.    | 2010.       |
| Белци             | 0 (0,0%) | 495 (59,4%) |
| Афроамериканци    | 0 (0,0%) | 22 (2,6%)   |
| Азијати           | 0 (0,0%) | 6 (0,7%)    |
| Хиспаноамериканци | 0 (0,0%) | 261 (31,3%) |
| Укупно            | 0        | 834         |